# Pilchy
Pilchy (deutsch Pilchen) ist ein Ort in der polnischen Woiwodschaft Ermland-Masuren und gehört zur Gmina Pisz (Stadt- und Landgemeinde Johannisburg) im Powiat Piski (Kreis Johannisburg).

## Geographische Lage
Pilchy liegt am Nordufer des Roschsees (auch: Warschausee, polnisch Jezioro Roś) in der östlichen Woiwodschaft Ermland-Masuren, acht Kilometer nördlich der Kreisstadt Pisz (deutsch Johannisburg).

## Geschichte
Das ursprünglich Werder Pischin, um 1540 Pillitzen, um 1579 Pillichen genannte kleine Dorf wurde 1465 durch den Deutschen Ritterorden als Freigut mit 16 Hufen nach Kölmischem Recht gegründet.
Das Dorf gehörte zum Kreis Johannisburg im Regierungsbezirk Gumbinnen (ab 1905: Regierungsbezirk Allenstein) in der preußischen Provinz Ostpreußen.
Im Jahr 1874 es in den neu errichteten Amtsbezirk Sdorren (1938 in „Amtsbezirk Dorren“ umbenannt) eingegliedert.
393 Einwohner waren 1910 in Pilchen gemeldet. Ihre Zahl verringerte sich bis 1933 auf 353 und belief sich 1939 noch auf 314.
1945 kam Pilchen in Kriegsfolge mit dem gesamten südlichen Ostpreußen zu Polen und erhielt die polnische Namensform „Pilchy“. Heute ist es Sitz eines Schulzenamtes (polnisch Sołectwo) und als solches eine Ortschaft im Verbund der Stadt- und Landgemeinde Pisz (Johannisburg) im Powiat Piski (Kreis Johannisburg), bis 1998 der Woiwodschaft Suwałki, seither der Woiwodschaft Ermland-Masuren zugehörig. Im Jahre 2011 zählte Pilchy 136 Einwohner.

## Religionen
Pilchen war bis 1945 in die evangelische Kirche Adlig Kessel in der Kirchenprovinz Ostpreußen der Kirche der Altpreußischen Union sowie in die römisch-katholische Kirche Johannisburg im Bistum Ermland eingepfarrt.
Heute gehört Pilchy katholischerseits zur Filialkirche Rostki (Rostken) der Pfarrei Kociołek Szlachecki im Bistum Ełk der Römisch-katholischen Kirche in Polen. Die evangelischen Einwohner orientieren sich zu Kreisstadt Pisz, deren Kirchengemeinde der Diözese Masuren der Evangelisch-Augsburgischen Kirche in Polen zugehört.

## Verkehr
Pilchy liegt abseits vom Verkehrsgeschehen an einer Nebenstraße, die das Dorf mit Rostki verbindet. Eine Bahnanbindung besteht nicht.